# اس‌ام‌اس غزال
اس‌ام‌اس غزال (به انگلیسی: SMS Gazelle) یک کشتی بود که طول آن ۱۰۵ متر (۳۴۴٫۵ فوت) بود. این کشتی در سال ۱۸۹۸ ساخته شد.